# Trittame
Trittame es un género de arañas migalomorfas de la familia Barychelidae. Se encuentra en Australia.

## Lista de especies
Según The World Spider Catalog 11.5:
- Trittame augusteyni Raven, 1994
- Trittame bancrofti (Rainbow & Pulleine, 1918)
- Trittame berniesmythi Raven, 1994
- Trittame forsteri Raven, 1990
- Trittame gracilis L. Koch, 1874
- Trittame ingrami Raven, 1990
- Trittame kochi Raven, 1990
- Trittame loki Raven, 1990
- Trittame mccolli Raven, 1994
- Trittame rainbowi Raven, 1994
- Trittame stonieri Raven, 1994
- Trittame xerophila Raven, 1990